# ميخائيل شي
ميخائيل شي (بالإنجليزية: Michael Shea)‏ هو دبلوماسي بريطاني، ولد في 10 مايو 1938، وتوفي في 17 أكتوبر 2009.